# Plasne
Plasne är en kommun i departementet Jura i regionen Bourgogne-Franche-Comté i östra Frankrike. Kommunen ligger i kantonen Poligny som tillhör arrondissementet Lons-le-Saunier. År 2022 hade Plasne 201 invånare.

## Befolkningsutveckling
Antalet invånare i kommunen Plasne
Referens:INSEE